# Alberto Solaeta
Alberto Solaeta Bonet (Santoña, Cantabria, 14 de octubre de 1970) es un exfutbolista español que jugaba como centrocampista. Su primer equipo profesional fue el Real Racing Club de Santander, con el que debutó en Primera División.

## Equipos
| Club                | País   | Temporadas |
| ------------------- | ------ | ---------- |
| Santoña C. F.       | España | 1990-1991  |
| Racing de Santander | España | 1991-1994  |
| Villarreal C. F.    | España | 1994-1996  |
| S. D. Huesca        | España | 1996-1997  |
| Málaga C. F.        | España | 1996-1997  |
| Cultural Leonesa    | España | 1997-1998  |